# Superman for All Seasons
Superman for All Seasons  (conocida en España como Superman: Las cuatro estaciones) es una serie limitada de cómics de 4 números escrita por Jeph Loeb con arte de Tim Sale. Fue publicado originalmente por DC Comics en 1998, después de su éxito anterior Batman: The Long Halloween. Después de que el tema de esa historia fueran las fechas festivas, el tema de esta es de las estaciones. La obra de arte contiene muchas influencias de la de Norman Rockwell. La historia también es paralela a los eventos de la historia del entonces origen de Superman, El Hombre de Acero, de John Byrne, aunque se puede leer por sí sola.

## Historial de publicaciones
Superman For All Seasons fue concebido, como todos los libros de Jeph Loeb / Tim Sale de DC Comics y su rival Marvel Comics, como una historia independiente y autónoma que daba una idea del personaje de Superman y su elenco secundario. No es un origen, sino identificar quién es el personaje y cómo surgió.
Como explicó Loeb, una de las cosas que quería capturar era la grandeza de Superman, y eso era tener doble página con grandes tomas del cielo. Sale y Bjarne Hansen se ocuparon del arte y los colores, y todos se quedaron sin palabras una vez que Loeb vio las páginas y cuando esas mismas páginas llegaron a la oficina de DC. Uno de los ejemplos más poderosos de esta elección artística se encuentra cerca del final del primer número, que presenta una extensión de doble página de Clark Kent y Pa Kent mirando una radiante puesta de sol de Kansas desde su granja mientras Clark se prepara para partir. hogar de Metrópolis.
Quizás lo más importante y clave de la serie fue la narración. Originalmente, Loeb nunca tuvo la intención de tener un narrador, pero no quería hacer la historia desde el punto de vista de Superman. Explicó que no se sentía cómodo estando dentro de la cabeza de un ícono. Se decidió permitir que otros personajes narren y den sus puntos de vista individuales sobre Superman, con un narrador por volumen. Pa Kent entrega su vida como padre a un hijo con superpoderes. Aunque no sabe lo que le espera a Clark, confía en que su hijo estará bien. Esto, a su vez, provino del propio Loeb como padre de su hijo, Sam Loeb . La narración de Lois Lane representa el impacto de la presencia de Superman en Metrópolis y comenta sobre Superman como una idea. Lex Luthor explica cómo su rivalidad con Superman es como una historia de amor entre él y Metropolis, y Lana Lang ayuda a Clark a reconciliar sus dos identidades como reportero apacible y Superman.

## Sinopsis de la trama

### Primavera
Narrado por Jonathan Kent, recuerda las raíces de su hijo Clark como granjero en Smallville, Kansas. Al final del último año de Clark en la escuela secundaria, Jonathan le dice la verdad: que Jonathan y su esposa Martha lo encontraron en un cohete alienígena cuando era un bebé, lo criaron como su hijo y que puede hacer cosas que otros niños no poder". Clark escucha a sus padres hablar sobre la incertidumbre sobre su futuro y lucha con sus crecientes poderes. Cuando un tornado azota la ciudad, Clark descubre que puede volar y rescata a un vecino, pero se pregunta si podría haber hecho más. Después de graduarse, Clark revela sus poderes y su deseo de usarlos para ayudar a la gente a su mejor amiga Lana Lang, quien lo insta a abandonar Smallville. Clark se despide de sus padres y se va a Metrópolis, convirtiéndose en reportero del Daily Planet enamorado de su rival Lois Lane, y vistiendo un disfraz que su madre le hizo para hacer algo bueno.

### Verano
Narrada por Lois Lane, reflexiona que sus reglas como periodista se han visto alteradas por la llegada del héroe disfrazado al que llama " Superman ", sin saber que es su colega Clark. Superman salva a la ciudad de un misil nuclear y rescata a Lois del submarino rebelde responsable, entregando a los terroristas a las autoridades y confrontando al multimillonario Lex Luthor por su participación. Lois se siente intrigada por Superman. Clark regresa a Smallville para visitar a sus padres y a su amigo Pete Ross, y descubre que Lana se fue para viajar por el mundo; se siente fuera de lugar en la ciudad y triste porque su hogar ha cambiado, pero Martha le asegura que encontrará su camino. De vuelta en Metrópolis, los "Guardianes de la Ciudad" de Luthor, impulsados por un exotraje, responden a un incendio en los laboratorios Chemco. Superman llega y salva a una científica, Jenny Vaughn, atrapada dentro, antes de apagar el fuego sin ayuda de nadie. Más tarde, Luthor se reúne con Vaughn, quien se ha obsesionado con Superman, para sus propios planes.

### Otoño
Narrado por Lex Luthor, considera su control de Metrópolis "una historia de amor... entre un hombre y una ciudad". Después de pasar una noche en la cárcel, Luthor planea vengarse de Superman; Le lava el cerebro a Vaughn con imágenes de Superman y declara que su experiencia bioquímica resultará útil. En el Daily Planet, Clark observa impotente cómo Lois y todos en el edificio caen inconscientes. Como Superman, corre por Metrópolis para encontrar a toda la ciudad afectada y detiene un tren fuera de control. En STAR Labs, el profesor Crosby le informa a Superman que la ciudad ha sido atacada por un misterioso virus transmitido por el aire. Se enfrenta a Luthor, en cuarentena en su rascacielos, y se ve obligado a pedirle ayuda. Luthor presenta a Vaughn, transformado en "Toxin"; ella y Superman siembran las nubes sobre Metrópolis con productos químicos y el antídoto llueve, curando la ciudad, pero Toxin sucumbe por la sobreexposición al virus y muere en los brazos de Superman cuando regresan a LexCorp . Luthor convence a Superman de que él no es suficiente para salvar a todos y Clark regresa a Smallville.

### Invierno
Narrada por Lana Lang, ella revela que estaba enamorada de Clark, pero la revelación de sus poderes y su partida para ayudar al mundo acabó con sus sueños de una vida con él. En Metrópolis, Luthor recupera su poder sobre la ciudad, y Lois reflexiona sobre la desaparición de Superman y la ausencia de Clark. En Smallville, Clark se reúne con Lana y Pete, quien los regaña por haber terminado en casa. Lana cena con los Kent cuando llega la noticia de una inundación. Con la bendición de Lana, Clark se propone como Superman rescatar la ciudad y contener la inundación. Lana y los Kent son arrastrados, pero Superman llega justo a tiempo. Regresa a Metrópolis, enfureciendo a Lois con una historia de primera plana y a Luthor con la reaparición de Superman, mientras Lana encuentra la paz con una nueva vida en Smallville.

## Ediciones recopiladas
La serie ha sido recopilada en un volumen individual :
- Superman for All Seasons (206 páginas, tapa dura,ISBN 1-56389-528-5,[5] tapa blanda,ISBN 1-56389-529-3 )[6]

## Recepción
Superman For All Seasons fue muy elogiado por fanáticos y críticos. Los lectores descubrieron que fueron los temas y mensajes de la escritura y el arte los que realmente impactaron. Algunos ejemplos incluyen el uso de metáforas para ilustrar la mayoría de edad, el fin de la infancia y la aceptación de su lugar en el mundo.Fue votado como el tercer mejor cómic extranjero publicado en Japón en el Premio Gaiman .

## Continuaciones
El Clark Kent/Superman de Superman for All Seasons ha reaparecido tres veces desde que terminó la serie de cómics, todas en otras historias de Loeb / Sale. 
- En una historia corta de Superman/Batman : Secret Files & Origins 2003 (noviembre de 2003) titulada "When Clark Met Bruce", que describe el primer encuentro de Bruce Wayne y Clark Kent cuando eran niños en Smallville.
- Solo# 1 (diciembre de 2004) presentó "Prom Night", que mostraba a Clark recogiendo a Lana Lang como su cita
- Un cuento en Superman/Batman #26 (junio de 2006) titulado "Sam's Story", Superman relata a su amigo de la escuela secundaria que murió de cáncer cuando él era muy joven. El personaje de "Sam" está basado en el hijo de Jeph Loeb, Sam, quien murió a causa de la misma enfermedad.[9]

## En otros medios
- La miniserie fue la inspiración para la serie de televisión Smallville.[10] Jeph Loeb se desempeñó como escritor y productor ejecutivo del programa.
- La película Superman (2025), está parcialmente inspirada en esta serie del comic. [11]